# Return of the Mother
Return of the Mother – jedenasty album Niny Hagen, utrzymany w klimacie punk rocka. Wydany 2 maja 2000 roku.

## Lista utworów
1. "Return of the Mother" – 4:36
2. "Der Wind hat mir ein Lied erzählt"  – 3:50
3. "Schachmatt" – 5:06
4. "Frequenzkontrolle" – 4:55
5. "Poetenclub" – 5:02
6. "Höllenzug" – 3:21
7. "Schüttel Mich" – 3:52
8. "Yes Sir" – 4:05
9. "Handgrenade" – 4:32
10. "He Shiva Shankara" – 5:47